# ORCA.nrw
ORCA.nrw (Open Resources Campus NRW) ist ein kostenfreies Portal für digital gestütztes Lehren und Lernen der öffentlich-rechtlichen Hochschulen in Nordrhein-Westfalen. Es ist ein Kooperationsvorhaben der Digitalen Hochschule NRW und wird vom Ministerium für Kultur und Wissenschaft NRW gefördert.

## Geschichte

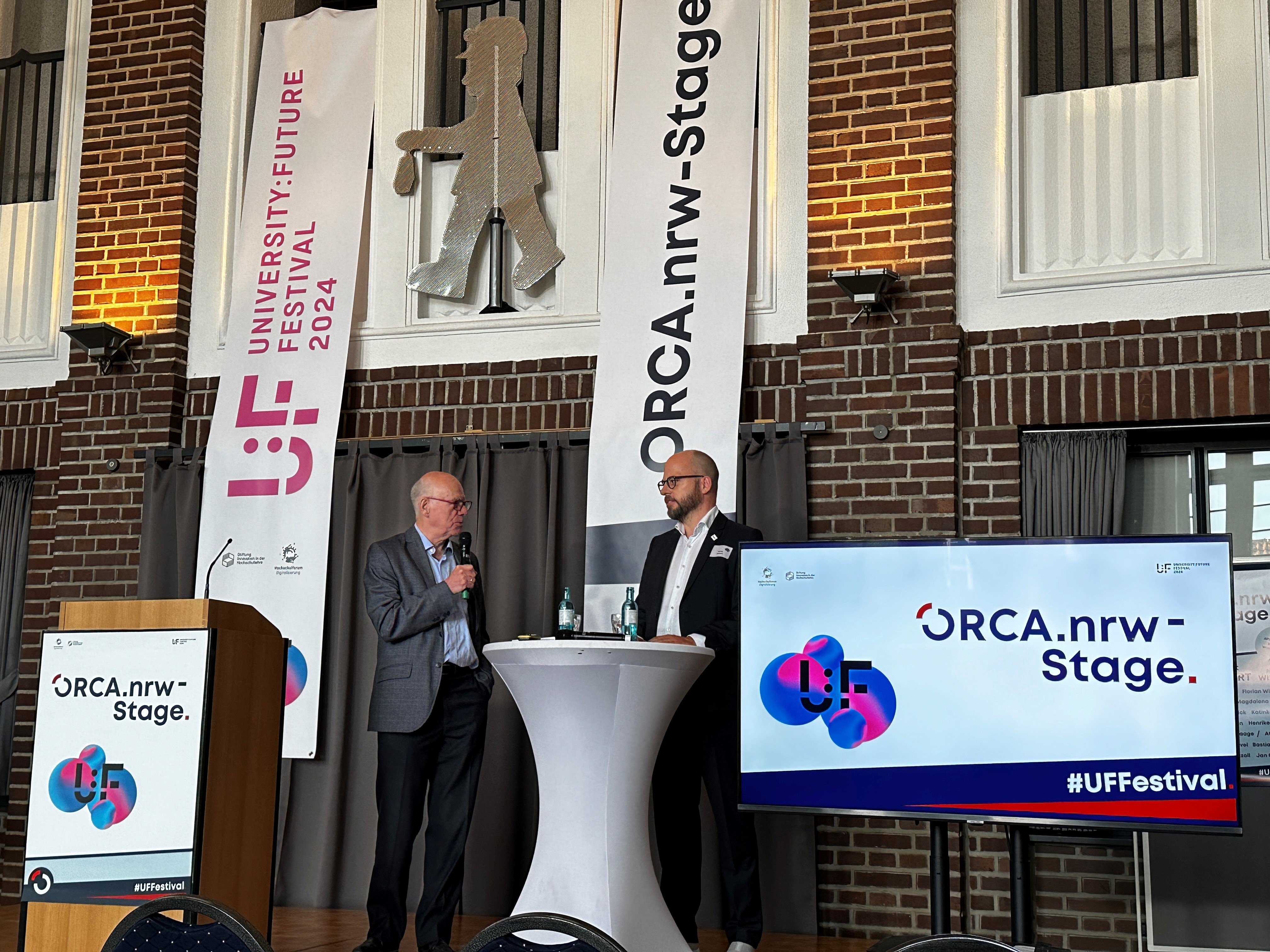
Norbert Lammert mit Markus Deimann auf der ORCA.nrw Bühne im Rahmen des University:Future Festivals am 6. Juni 2024

Das Landesportal ORCA.nrw entstand aus den Vorprojekten Heureka und Content Marktplatz ab dem Jahr 2020 durch einen Vorstandsbeschluss der Digitalen Hochschule NRW und die Vereinbarung zur Digitalisierung der Hochschullehre in NRW, unterzeichnet von den 37 beteiligten Hochschulen und dem Ministerium für Kultur und Wissenschaft NRW. 2020 wurde die Satzung verabschiedet; 2021 begann der technische Portalaufbau sowie der personelle Aufbau der Geschäftsstelle. Im September 2021 wurde ORCA.nrw mit ersten Basisdiensten eröffnet.

## Zielgruppe
ORCA.nrw richtet sich an Lehrende, Hochschulmitarbeitende, Studierende und Studieninteressierte. Alle angebotenen offenen Bildungsmaterialien (Open Educational Resources) stehen grundsätzlich allen Bildungsinteressierten zur Verfügung.

## Angebote
ORCA.nrw bietet über ein Online-Portal offene Bildungsmaterialien für die Hochschullehre an.

## Organisation
Die Geschäftsstelle von ORCA.nrw ist einer von drei Komponenten des Landesportals. Laut Satzung (§ 3) gehören dazu:
1. Die Geschäftsstelle
2. Der Lenkungskreis
3. Das „Netzwerk Landesportal“

ORCA.nrw ist organisiert als gemeinsame Betriebseinheit von 36 öffentlich-rechtlichen Hochschulen des Landes Nordrhein-Westfalen unter dem Dach der Kooperationsgemeinschaft Digitale Hochschule NRW, darunter 14 Universitäten, 15 Hochschulen für angewandte Wissenschaften und sieben Kunst- und Musikhochschulen. Die Geschäftsstelle hat ihren Sitz an der Ruhr-Universität Bochum. Bis Dezember 2024 wurde das Netzwerk Landesportal im Rahmen der Digitalisierungsoffensive des Landes Nordrhein-Westfalen finanziert. Seit Januar 2025 wird der Nachfolger, das "Hochschulnetzwerk ORCA.nrw" aufgebaut. Mitglieder sind Mitarbeitende, die als Ansprechpersonen für ORCA.nrw an den Hochschulen benannt wurden.

## Beteiligte Hochschulen

### Universitäten
- Bergische Universität Wuppertal
- Deutsche Sporthochschule Köln
- FernUniversität in Hagen
- Heinrich-Heine-Universität Düsseldorf
- Rheinisch-Westfälische Technische Hochschule (RWTH) Aachen
- Rheinische Friedrich-Wilhelms-Universität Bonn
- Ruhr-Universität Bochum
- Technische Universität Dortmund
- Universität Bielefeld
- Universität Duisburg-Essen
- Universität Münster
- Universität Paderborn
- Universität Siegen
- Universität zu Köln

### Hochschulen für angewandte Wissenschaften
- Fachhochschule Dortmund
- Fachhochschule Südwestfalen
- FH Aachen
- FH Münster
- Hochschule Bielefeld
- Hochschule Bochum
- Hochschule Bonn-Rhein-Sieg
- Hochschule Düsseldorf
- Hochschule für Gesundheit (bis zur Fusionierung mit der HS Bochum 2025)
- Hochschule Hamm-Lippstadt
- Hochschule Niederrhein
- Hochschule Rhein-Waal
- Hochschule Ruhr West
- Technische Hochschule Ostwestfalen-Lippe
- Technische Hochschule Köln
- Westfälische Hochschule

### Kunst- und Musikhochschulen
- Folkwang Universität der Künste
- Hochschule für Musik Detmold
- Hochschule für Musik und Tanz Köln
- Kunstakademie Düsseldorf
- Kunstakademie Münster
- Kunsthochschule für Medien Köln
- Robert Schumann Hochschule Düsseldorf

## OERcontent.nrw
In der Förderlinie OERContent.nrw werden durch die Digitale Hochschule NRW und das Ministerium für Kultur und Wissenschaft des Landes Nordrhein-Westfalen in drei Ausschreibungsrunden seit 2019 insgesamt 47 Projekte mit einem Fördervolumen von rund 27 Millionen Euro gefördert. Die in den Projekten entstandenen digitalen Lehr- und Lernangebote werden auf ORCA.nrw bereitgestellt.